# Mont Ericsson
Pour les articles homonymes, voir Ericsson.
Le mont Ericsson (en anglais : Mount Ericsson) est un sommet de la Sierra Nevada, aux États-Unis. Il culmine à 4 142 mètres d'altitude dans le comté de Tulare, en Californie, à la frontière du parc national de Kings Canyon et du parc national de Sequoia.